# Dreams (Will Come Alive)
"Dreams (Will Come Alive)" é um single do álbum Dreams, lançado pelo projeto de eurodance 2 Brothers on the 4th Floor em
1994. A canção foi escrita por Bobby Boer, D-Rock e Dancability, e foi produzida por 2 Brothers on the 4th Floor. Os raps são feitos por D-Rock e os vocais são de Des'Ray.
Seguindo o sucesso do single anterior, "Dreams (Will Come Alive)" obteve maior sucesso, alcançando o primeiro lugar na parada dos Países Baixos, e o quarto lugar na Itália. Essa canção foi responsável por tornar 2 Brothers on the 4th Floor famosos pela Europa.

## Faixas
CD Maxi-Single
| N.º | Título                                                        | Duração |  |
| 1.  | "Dreams (Will Come Alive)" (Radio Version)                    | 4:24    |  |
| 2.  | "Dreams (Will Come Alive)" (Extended Version)                 | 5:07    |  |
| 3.  | "Dreams (Will Come Alive)" (Twenty 4 Seven Trance Mix)        | 5:50    |  |
| 4.  | "Dreams (Will Come Alive)" (Lick Mix)                         | 4:18    |  |
| 5.  | "Dreams (Will Come Alive)" (Twenty 4 Seven Trance Dub)        | 4:11    |  |
| 6.  | "Dreams (Will Come Alive)" (Extended Version Without Rap)     | 3:12    |  |
| 7.  | "Dreams (Will Come Alive)" (DJ Paradize Underground Club Mix) | 4:09    |  |

## Desempenho nas paradas musicais
| Parada musical (1994/1995)         | Melhor posição |
| ---------------------------------- | -------------- |
| Alemanha (Germany Top 100 Singles) | 25             |
| Itália (FIMI)                      | 4              |
| Países Baixos (MegaCharts)         | 1              |
| Reino Unido (UK Singles Chart)     | 93             |
| Suécia (Sverigetopplistan)         | 14             |
| Suíça (Schweizer Hitparade)        | 32             |

| Parada de fim de ano (1994) | Melhor posição |
| --------------------------- | -------------- |
| Itália (FIMI)               | 42             |
| Países Baixos (MegaCharts)  | 10             |